# Banatet
Banatet er et historisk region delt mellem Rumænien og Serbien, med et lille stykke i Ungarn.

## Geografi
Banatet er en del af den store Pannoniske slette og består af frugtbart agerland, med bjergland til øst. Grænserne er Donau til syd, Tisza til vest, Mureș til nord, og Karpaterne til øst.

## Historie
Oprindelig var området en del af Kongeriget Ungarn. Efter Slaget ved Mohács faldt det til det Osmanniske Rige. Banatet blev generobret af Habsburgerne omkring 1700 og blev kaldt "Timișoara-banatet" mellem 1718 og 1778. Det blev derefter delt i tre grevskaber.
Før 1. verdenskrig havde området en meget blandet befolkning af rumæner, ungarer, serber og tyskere – de sidstnævnte blev kaldt "svaber" for at skelne dem fra de tysktalende lutheranske "sakser" i det nærliggende Transsylvanien. Efter 1. verdenskrig var der en uafhængig "Banat-republik" i et par uger efter Centralmagternes sammenbrud, men i 1919 blev området delt mellem Rumænien, der fik de østlige to tredjedele og Jugoslavien, der fik den vestlige tredjedel.
Ordet "Banat" betyder "område regeret af en ban".
46°N 21°Ø / 46°N 21°Ø